# Carga de profundidad

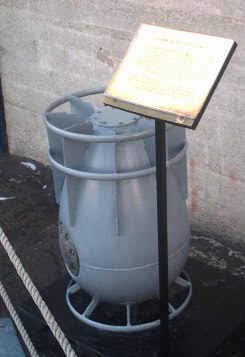
Carga de profundidad Mark IX empleada por la Armada de los Estados Unidos hacia finales de la Segunda Guerra Mundial Se aprecia la forma hidrodinámica de la carcasa, para producir una inmersión rápida.

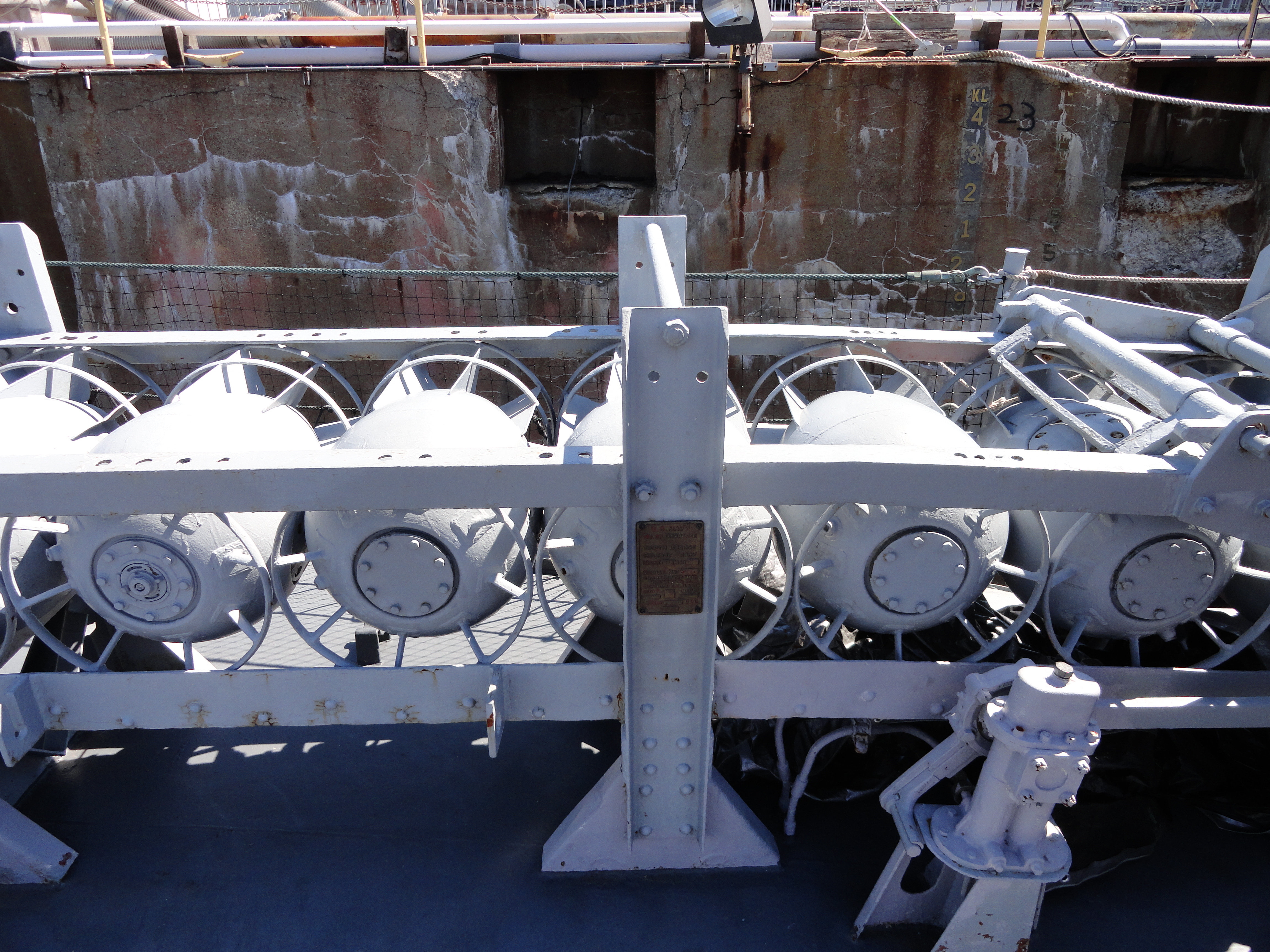
Cargas de profundidad almacenadas en el destructor USS Cassin Young (DD-793)

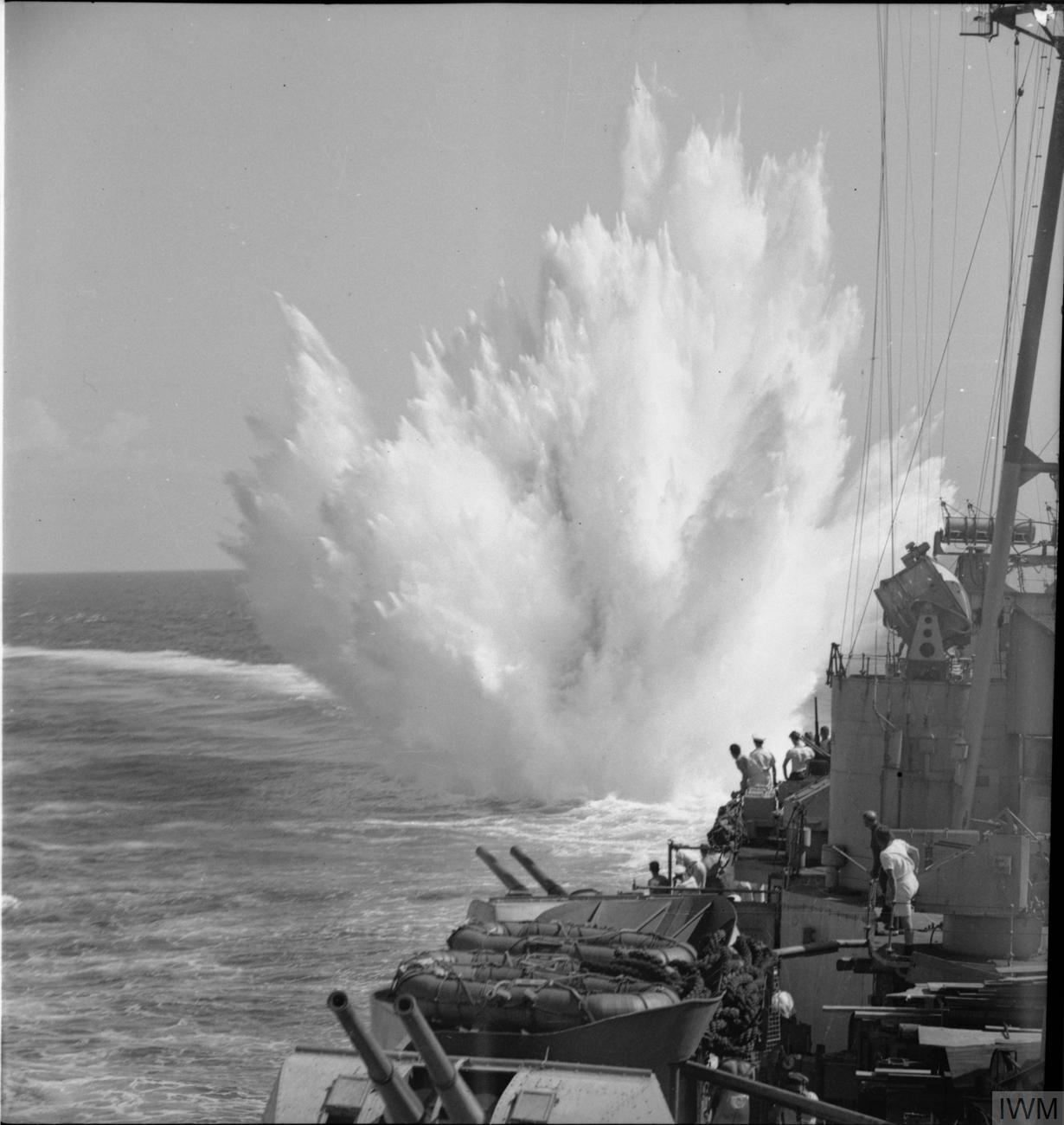
Una carga de profundidad explota tras ser lanzada por el crucero HMS Ceylon

La carga de profundidad es la más antigua de las armas antisubmarinas. Usualmente es un objeto por lo general cilíndrico que contiene explosivos y un detonador fijado para activarse por presión hidráulica al alcanzar una determinada profundidad. Su uso primario es destruir submarinos sumergidos, y pueden ser lanzadas tanto desde buques como aeronaves.
Previo al lanzamiento, el buque o avión detecta al submarino en el área y estima la probable profundidad con el fin de ajustar las espoletas de las cargas a ese nivel para que tengan alguna efectividad.
Sin embargo, se demostró en la Segunda Guerra Mundial que no era un arma muy efectiva, pues se requería una elevada concentración de cargas en una zona reducida o un repetido lanzamiento durante largos períodos de tiempo para ser realmente efectivas.
Aunque para la tripulación de un submarino era una prueba crítica para su temple, ya que cada estallido cercano era como un golpe acústico poderoso que en forma repetitiva podía quebrar la resistencia emocional de la tripulación del sumergible, no era mortal a no ser que una carga estallase a menos de cinco metros del casco de presión, de otro modo no había posibilidad de romper el mismo. En general, era la onda expansiva en el agua lo que dañaba a los submarinos por vibraciones intensivas, ya sea soltando remaches del casco, pernos o estopes de presión en las uniones de las tuberías interiores, o quebrando las baterías y generando gas cloro al entrar su electrolito en contacto con el agua de mar.
Una tripulación experimentada podía evitar las cargas de profundidad si se sumergía al límite de la profundidad nominal.
La mayoría de los submarinos hundidos por cargas de profundidad no lo fueron por un estallido desafortunadamente cercano, o por una carga especialmente bien dirigida, sino por una acumulación sucesiva de daños tras un ataque continuado con cientos de cargas de profundidad que estallaron en sus cercanías.
Incluso en esos casos hubo supervivientes. El submarino alemán U-427 que sobrevivió a 678 cargas de profundidad en abril de 1945, y aun así, pudo regresar a su base.

## Desarrollos posteriores
Las armas antisubmarinas más efectivas son los morteros "erizo", que lanzan 24 granadas y cubren un espacio mucho mayor que cualquier carga, aumentando en gran medida la posibilidad de impacto o daños. También los torpedos acústicos son mucho más eficaces, al estar autopropulsados y dirigirse hacia su objetivo guiados por el ruido de las hélices. Tal fue el caso del Submarino japonés de Primera Clase I-52 que resultó hundido en 1944 después de una larga travesía desde Singapur hasta África.

### Carga de profundidad nuclear
El desarrollo último de la carga de profundidad es la carga de profundidad nuclear. Como su nombre muy bien indica, es un artefacto nuclear con el mismo principio de uso que una carga de profundidad convencional, pero con toda la capacidad destructiva de las bombas nucleares.

### Señalización
Durante la Guerra Fría, cuando era necesario informar a los submarinos del otro bando de que habían sido detectados, pero sin llegar a lanzar un ataque, a veces se utilizaban "cargas de profundidad de señalización" de baja potencia (también llamadas "cargas de profundidad de práctica"), lo suficientemente potentes como para ser detectadas cuando ningún otro medio de comunicación lo permitiera, pero no destructivas.